# Кокжайык
Кокжайык (каз. Көкжайық, до 1999 г. — Ивановка) — аул в Кокпектинском районе Абайской области Казахстана. Административный центр Кокжайыкского сельского округа. Находится примерно в 38 км к юго-востоку от районного центра, села Кокпекты. Код КАТО — 635039100.

## История
Основано в 1908 г. В 1924 году селение Ивановское (Джус-Агач) состояло из 245 дворов. Входило в состав Кокпектинской волости Зайсанского уезда Семипалатинской губернии.

## Население
В 1999 году население аула составляло 1648 человек (803 мужчины и 845 женщин). По данным переписи 2009 года, в ауле проживало 1060 человек (519 мужчин и 541 женщина).